# Khān Bābā Kandī
Khān Bābā Kandī (persiska: خان بابا كندی) är en ort i Iran.   Den ligger i provinsen Ardabil, i den nordvästra delen av landet, 500 km nordväst om huvudstaden Teheran. Khān Bābā Kandī ligger 187 meter över havet och antalet invånare är 905.
Terrängen runt Khān Bābā Kandī är huvudsakligen platt, men söderut är den kuperad. Runt Khān Bābā Kandī är det ganska glesbefolkat, med 43 invånare per kvadratkilometer. Närmaste större samhälle är Bileh Savar, 15,2 km öster om Khān Bābā Kandī. Trakten runt Khān Bābā Kandī består till största delen av jordbruksmark.